# Apolobesia nsukka
Apolobesia nsukka – gatunek motyli z rodziny trociniarkowatych i podrodziny Olethreutinae.
Gatunek ten opisany został po raz pierwszy w 2012 roku przez Józefa Razowskiego i Janusza Wojtusiaka na łamach „Acta Zoologica Cracoviensia”. Jako lokalizację typową wskazano Nsukka Forest Reserve w nigeryjskim stanie Anambra. Epitet gatunkowy pochodzi od miejsca typowego.
Motyl osiągający około 13 mm rozpiętości skrzydeł. Głowa jest jasnobrązowawa z białymi głaszczkami wargowymi. Tułów ma kolor jasnobrązowawy z białymi znakami na tegulach. Skrzydło przednie jest rozszerzone ku szczytowi, najszersze w ⅔ długości, z zaokrąglonym wierzchołkiem oraz trochę wypukłym, ukośnym brzegiem zewnętrznym. Ubarwienie ma białe z jasnoszaroróżowymi przyciemnieniami, brązowym kreskowaniem, szarym, czarno i brązowo kreskowanym wzorem, czarniawobrązową plamką wierzchołkową i różowooliwkową przepaską subterminalną. Tylne skrzydło jest białe z brązowymi łuskami na wierzchołku. Strzępiny skrzydeł przednich są białawe z brązowawymi szczytami, tylnych zaś naprzemiennie białe i białobrązowe. Genitalia samca mają zaokrąglony na szczycie tegumen, bezwłosy wyrostek towarzyszący, zrośnięty ze subskafium gnatos, duży i bardzo szeroki wyrostek pedunkulusa, szeroką nasadową połowę walwy, kątowo zagięty i uzbrojony w kilka małych kolców sakulus, kolczasty płat u podstawy kukulusa, a sam kukulus pokryty przy nasadzie gęstymi kolcami, edeagus zaś mały, cienki i ku końcowi zwężony.
Gatunek afrotropikalny, znany tylko z Nigerii.